# 刘华妃
刘华妃，唐玄宗妃嫔。
刘华妃的生平没有记载。据《新》、《旧唐书》记载:285，仅知道她生唐玄宗长子奉天皇帝李琮（710年前出生）、第六子靖恭太子李琬（711年至713年出生）、第十二子仪王李璲（716年至718年出生）。除知道刘氏生三子外，并推测出她在玄宗登基前即已成为他的妾室外，其余事迹不详。
开元年间后宫封号改制，始置惠妃、丽妃、华妃为三妃，正一品。开元十二年（724年），王皇后被废，玄宗特赐武氏为惠妃。刘氏和另一位后宫赵氏可能在此时分获华妃和丽妃的封号。有研究者认为，刘氏受封华妃，是因她“做为皇长子的生母，其地位自有特殊之处”:270。

## 其他
唐德宗时代的官员戴孚所著传奇小说《广异记》，称开元二十八年（740年）华妃曾被盗墓、辱尸。有研究者认为，“戴孚不可能捏造这样有损皇家名声的故事”，盗墓事件当是真实的。文中提及的“改葬贵妃”意义不明。或指，“贵妃”仅说明她是“尊贵的嫔妃”而已:285—286。